# 常膳寺
常膳寺（じょうぜんじ）は、岩手県陸前高田市小友町にある真言宗智山派の寺院。山号は鶏頭山。本尊は不動明王で、気仙三十三観音霊場第27番札所である。

## 歴史
大同2年（807年）の開基と言われ、早虎なる鬼を葬ったという坂上田村麻呂伝説もある。観世音縁起の中に「寿永元年（1182年）観音堂野火にて焼失」の記録が見られる。寺伝では初め天台宗で後に真言宗に変わり金剛峯寺の末寺となった。

## 観音堂
木造、瓦葺、四方3間の観音堂。高さ約11.7m、平面6.77m四方。内陣正面に千手観音立像。奥には十一面観音立像、向かって左に多聞天立像、右に薬師如来立像が祀られている。元禄9年（1696年）に再建された。平成5年（1993年）6月1日、陸前高田市から文化財に指定された。

## 銅鰐口
肩線部径24.5cm、外区外側線径17.0cm、内区外側線径8.7cm、鋳銅製、両面式。永正10年（1513年）の作。昭和49年（1974年）2月15日、岩手県から有形文化財に指定された。

## 姥杉
境内への参道終点右側にそそり立つスギの巨木。根元周囲約10.65m、目通径約10m、枝張東西約32m、南北30m、樹高約50m。樹齢は約1,000年以上とされる。昭和44年（1969年）6月6日、岩手県から天然記念物に指定された。

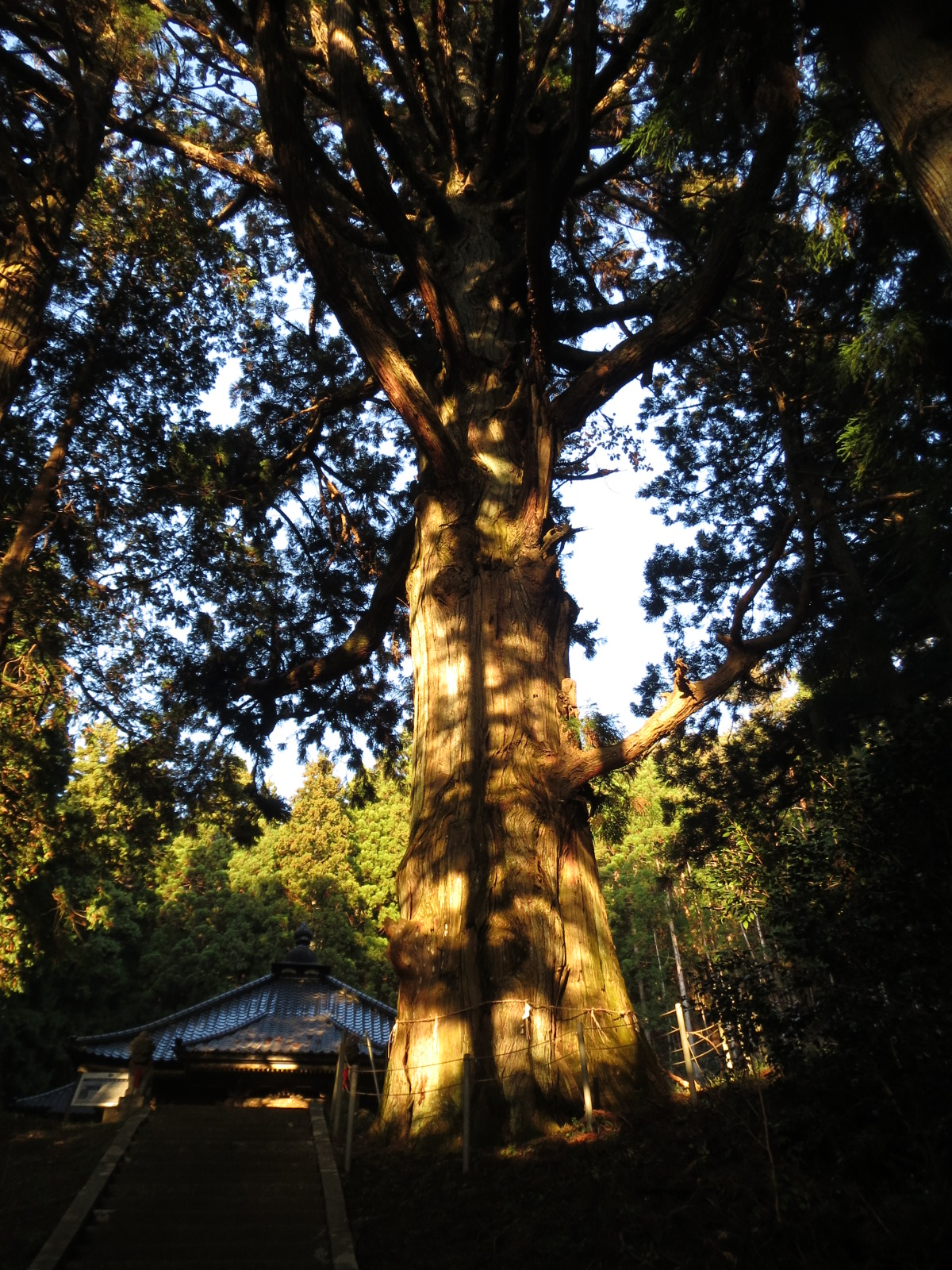
姥杉